# Sancia di Castiglia

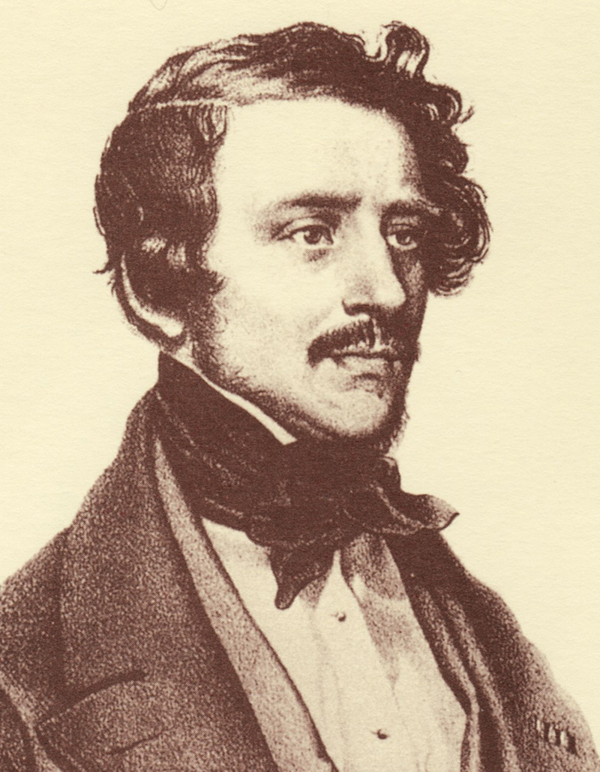
Gaetano Donizetti.

Sancia di Castiglia är en italiensk opera i två akter med musik av Gaetano Donizetti och libretto av Pietro Salatino.

## Historia
Donizetti komponerade operan för sopranen Giuseppina Ronzi de Begnis som sjöng huvudrollen. Operan hade premiär den 4 november 1832 på Teatro San Carlo i Neapel. Donizetti hämmades dock av ett oinspirerat libretto men lyckades ändå skapa en del musik som visar prov på hans känsla för melodier och dramatik.

## Personer
- Sancia (sopran)
- Garzia, hennes son (mezzosopran)
- Ircano (bas)
- Rodrigo (tenor)
- Elvira (sopran)

## Handling
Den ambitiöse Ircano hoppas kunna gifta sig med Sancia, drottning av Kastilien, som tack för sina militära insatser. Bud kommer att hennes son och arvinge Garzia har stupat i krig. Hon tröstar sig med tanken på äktenskap med Ircano trots att rådgivaren Rodrigo avråder från det hela. Garzia anländer oskadd och begär modern avstår tronen till hans förmån. Ircano känner sig hotad och lurar Sancia att förgifta Garzia. När Garzia ska tömma giftbägaren sliter modern den ur hans händer och tömmer den i hans ställe. I dödsångest ber hon sonen om förlåtelse.